# IF Brommapojkarna
Maillots
Actualités
Dernière mise à jour : 19 novembre 2024.
Le IF Brommapojkarna est un club suédois de football basé à Bromma dans la banlieue de Stockholm.

## Histoire
L'IF Brommapojkarna a été fondé en 1942 et a majoritairement évolué en seconde division nationale. 
Le club est promu pour la première fois de son histoire en Allsvenskan (première division) en 2007.
Durant la saison 2014-2015 le club participe à la première coupe d'Europe de son histoire. En effet l'IF Brommapojkarna se qualifie pour la Ligue Europa grâce au prix du fair play de l'UEFA. Après avoir éliminé les Finlandais du VPS Vaasa et les Nord-Irlandais du Crusaders FC Brommapojkarna chute lourdement au troisième tour contre le Torino FC (0-7 sur les deux matchs).
Lors de la saison 2015 du championnat, le club finit bon dernier du classement avec 17 points de retard sur l'avant-dernier, il est alors relégué en Superettan (deuxième division) où il termine à nouveau dernier. Pour la saison 2016, le club joue donc en Division 1 (troisième division) et est entraîné par l'ancien international Olof Mellberg.

## Bilan sportif

### Palmarès
- Championnat de Suède de deuxième division
  - Champion : 2017, 2022
  - Vice-champion : 2012

- Championnat de Suède de troisième division
  - Champion : 2016, 2021

- Championnat de Suède de quatrième division
  - Champion : 1998, 2000, 2001

### Bilan européen
L'IF Brommapojkarna prend part à sa seule et unique compétition européenne lors de l'année 2014, qui le voit participer à la phase qualificative de la Ligue Europa. Difficile vainqueur de l'équipe finlandaise de VPS sur le score de 3-2 lors du premier, il passe le tour suivant de manière plus convaincante, battant largement les Nord-Irlandais du Crusaders FC 5 buts à 1, avec notamment une victoire 4-0 lors du match aller à domicile. Le parcours de l'équipe s'arrête cependant au troisième tour, qui le voit chuter lourdement contre l'équipe italienne du Torino FC, qui l'emporte d'abord 3-0 en Suède puis 4-0 chez elle.
Note : dans les résultats ci-dessous, le score du club est toujours donné en premier.
| Saison    | Compétition  | Tour             | Club         | Domicile | Extérieur | Total |
| --------- | ------------ | ---------------- | ------------ | -------- | --------- | ----- |
| 2014-2015 | Ligue Europa | Premier tour Q   | VPS          | 2 - 0    | 1 - 2     | 3 - 2 |
| 2014-2015 | Ligue Europa | Deuxième tour Q  | Crusaders FC | 4 - 0    | 1 - 1     | 5 - 1 |
| 2014-2015 | Ligue Europa | Troisième tour Q | Torino FC    | 0 - 3    | 0 - 4     | 0 - 7 |

Légende
- Victoire ou qualification pour le tour suivant
- Match nul
- Défaite ou élimination de la compétition

## Personnalités du club

### Anciens joueurs
- John Guidetti
- Tomas Antonelius
- Bojan Djordjic
- Albin Ekdal
- Anders Limpar
- Daniel Majstorović
- Alexander Östlund
- Max von Schlebrügge
- Daniel Sjolund
- Pontus Segerström, décédé après avoir joué son dernier match avec l'IF Brommapojkarna
- Dejan Kulusevski (centre de formation)